# Arthur Boyd
Arthur Merric Bloomfield Boyd (ur. 20 lipca 1920, zm. 24 kwietnia 1999 w Melbourne) – australijski malarz i rzeźbiarz, zajmujący się również ceramiką.
Jego twórczość mieści się szeroko rozumianym nurcie ekspresjonistycznym, często poruszał tematykę społeczeństwa międzynarodowego. Sławę przyniosła mu wystawa w Londynie w 1960.
Do najbardziej znanych obrazów Boyda należą: „Pejzaż Wimmera” (1950 i „Ślepy Nabuchodonozor z lwem” (1967). Ceniona jest również jego ceramiczna rzeźba na basenie olimpijskim w Melbourne (1955).